# Leon Piotr Berbecki
Leon Piotr Berbecki, poljski general, * 1875, † 1962.